# Saxifraga juniperifolia
Saxifraga juniperifolia là một loài thực vật có hoa trong họ Saxifragaceae. Loài này được Adams miêu tả khoa học đầu tiên năm 1805.